# Hormizd V.

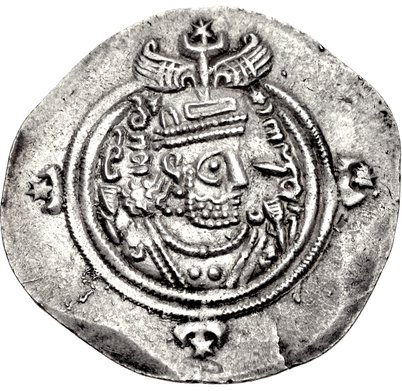
Münze von Hormizd V.

Hormizd V. († ca. 632) war ein spätantiker persischer Großkönig, der von 630 bis 632 regierte.
In den Jahren nach dem Tod Chosraus II. 628 herrschten im Sassanidenreich chaotische Zustände: Kein Herrscher konnte sich länger als ein paar Monate halten, zwei Frauen – Töchter Chosraus – bestiegen für kurze Zeit den Thron und manche Herrscher regierten parallel zueinander in verschiedenen Teilen des Reiches. Von den meisten Königen (und Königinnen) dieser Zeit ist außer dem Namen nicht viel bekannt, so auch im Fall Hormizds V. 
Hormizd wird nur in wenigen Quellen erwähnt. Diesen zufolge wurde er von Truppen in Nisibis zum König erhoben, während Königin Azarmeducht noch regierte (er ist nicht mit Farruch Hormizd zu verwechseln, wenngleich in der numismatischen Forschung ihm die Münzprägungen Hormizds V. teils zugeordnet werden). Er soll Sebeos zufolge ein Enkel Chosraus gewesen sein und wurde anscheinend recht jung zum König proklamiert. Die Krone auf seinen Münzen – die Krone eines jeden Sassanidenkönigs wurde speziell für ihn angefertigt – weist jedenfalls Ähnlichkeiten mit der seines Großvaters auf, wobei die Prägeorte nicht ganz gesichert sind.
Als Yazdegerd III. 632 zum König ausgerufen wurde und er sich in der Folgezeit langsam durchsetzen konnte, wurde Hormizd anscheinend gestürzt. Sebeos zufolge wurde er von aufständischen Soldaten stranguliert. In der griechischen Chronik des Theophanes wird er mit Yazdegerd III. verwechselt, welcher den anarchischen Zuständen zwar ein Ende setzen konnte, zugleich aber auch der letzte Sassanidenkönig war.